# واين بلاكبيرن
واين بلاكبيرن (بالإنجليزية: Wayne Blackburn)‏ هو لاعب كرة قاعدة أمريكي، ولد في 10 يوليو 1914، وتوفي في 16 فبراير 2000.